# Hôtel au 36, rue du Quatre-Septembre à Aix-en-Provence
L'hôtel au 36, rue du Quatre-Septembre est un hôtel particulier situé à Aix-en-Provence. 

## Histoire
La porte fait l'objet d'une inscription au titre des monuments historiques par arrêté du 16 novembre 1949.